# منتخب كوسوفو لكأس ديفيز
منتخب كوسوفو لكأس ديفيز هو ممثل كوسوفو الرسمي في كرة المضرب في كأس ديفيز
.